# 기독교 신학자 목록
기독교 신학자 목록이란 잘 알려진 기독교 신학자들의 목록이다. 각 세기별로 목록화되어 있다. 한국의 신학자 목록은 별도로 문서화되어 있다.

## 1세기
- 다메섹의 사도 바울  (60-65년 사망)
- 사도인 세베대의 아들 야고보
- 사도 시몬 베드로
- 세베대의 아들 사도 요한
- 집사 빌립
- 집사 스테판
- 안티오키아의 이냐시오 (35년경 또는 50년 - 98년에서 117년 사이)
- 로마의 클레멘트  (96년 활동)

## 2세기
- 폴리갑 (69년경 - 155년경)
- 히에라폴리스의 파피아스 (60년경 - 130년경)
- 발렌티누스 (영지주의) (100년경 - 160년경)
- 아테네의 콰드라투스 (124년 또는 125년 활동)
- 바실리데스 (132년 사망)
- 아테네의 아리스티데스 (130년 또는 140년 사망)
- 펠라의 아리스토 (140년경 활동)
- 마르키온 ( 110년경 - 160년경)
- 유스티노 순교자 (110년경 - 165년경)
- 안디옥의 테오필루스
- 헤게시포스 (110년경 - 180년)
- 사르디스의 멜리토 (180년 사망)
- 아테네의 아테나고라스 (133년경 - 190년경)
- 고린도의 디오니시우스 (171년경 활동)
- 헤라클레온 (175년경 활동)
- 아폴리나리스 클라우디우스 (177년경 활동)
- 프톨레마이오스 (영지주의) (180년경 활동)
- 판타이누스 (200년년경 사망)
- 이레네오 (202년경 사망)
- 에베소의 아폴로니우스 (180년경 - 210년경 활동)
- 안디옥의 세라피온 (211년 사망)
- 알렉산드리아의 클레멘스 (150년경 - 211년 또는 216년)
- 바르다이산 (154년 - 222년 또는 223년)
- 터툴리안 (160년경 - 220년경)

## 3세기
- 미누키우스 펠릭스 (2세기 또는 3세기)
- 로마의 카이우스장로 (3세기)
- 로마의 히폴리투스 (170년경 - 236년경)
- 오리게네스 (184년경 – 254년)
- 사벨리우스 (215년 활동)
- 키프리안 (200년경 - 258년경)
- 노바티안 (200년경 - 258년)
- 사모사타의 바울 (200년경- 275년경)
- 알렉산드리아의 디오니시우스 (265년 사망)
- 그레고리우스 타우마투르구스 (213년경 - 270년경)
- 올림푸스의 메토디우스 (311년경 사망)
- 안티오키아의 성 루치아노 (240년경 - 312년)
- 락탄티우스 (240년경 - 320년경)

## 4세기
- 암브로시우스 (337년/340년 - 397년)
- 아르노비우스 (330년 사망)
- 아타나시우스 (296년 - 373년)
- 가이사랴의 바실 (330년경 - 379년)
- 니사의 그레고리 (330년경 - 395년경)
- 나지안의 그레고리 (329년 - 389년)
- 요한 크리소스톰 (347년 - 407년)

## 5세기
- 어거스틴 (354년 - 430년)
- 제롬 (347년경 - 420년)
- 키릴로스 (378년경 - 444년)
- 네스토리우스 (386년경 - 451년경)

## 6세기
- 대교황 그레고리오 1세 (540년 - 604년)

## 7세기
- 고백자 막시무스 (580년경 - 662년)
- 니느웨의 이삭 (700년경 사망)

## 8세기
- 다마스쿠스의 요한 (676년 - 749년)

## 9세기
- 토리노의 클라우디우스 (839년 사망)
- 요하네스 스코투스 에리우게나 (810년 - 877년)

## 12세기
- 피에르 아벨라르 (1079년 - 1142년)
- 캔터베리의 안셈 (1033년 -1109년)
- 베르나르 드 클레르보 (1090년 - 1153년)

## 13세기
- 알베르투스 마그누스 (1200년경 - 1280년)
- 보나벤처 (1221년 - 1274년)
- 토마스 아퀴나스 (1224년 - 1274년)
- 베드로 퀘넬 (1299년 사망)

## 14세기
- 둔스 스코투스 (1265년경 - 1308년경)
- 마이스터 에크하르트 (1260년 - 1328년)
- 오컴의 윌리엄 (1285년 - 1347년)
- 디오니지 다 보르고 산 세폴크로 (1300년 - 1342년)

## 15세기
- 토마스 아 켐피스 (1380년 - 1471년)
- 얀 후스 (1369년경 - 1415년)
- 시에나의 가타리나 (1347년 - 1380년)
- 노리치의 줄리안 (1342년경 - 1416년)
- 니콜라우스 쿠자누스 (1401년 - 1464년)

## 16세기
- 알렉산더 알레시우스 (1500년 - 1565년)
- 아빌라의 테레사 (1515년 - 1582년)
- 하인리히 불링어 (1504년 - 1575년)
- 테오도르 드 베즈 (1519년 - 1605년)
- 가롤로 보로메오 (1538년 - 1584년)
- 마르틴 부서 (1491년 - 1551년)
- 장 칼뱅 (1509년 - 1564년)
- 십자가의 요한 (1542년 - 1591년)
- 토머스 크랜머 (1489년 - 1556년)
- 데시데리위스 에라스뮈스 (1469년 - 1536년)
- 리처드 후커 (1554년 - 1600년)
- 존 녹스 (1513년경 - 1572년)
- 로욜라의 이냐시오 (1491년경 - 1556년)
- 마르틴 루터 (1483년 - 1546년)
- 필리프 멜란히톤 (1497년 - 1560년)
- 울리히 츠빙글리 (1484년 - 1531년)
- 윌리암 퍼킨스 (1558년 - 1602년)
- 미카엘 세르베투스 (1511년 - 1553년)
- 메노 시몬스 (1496년 - 1561년)
- 아빌라의 요한 (1500년 - 1569년)

## 17세기
- 야코부스 아르미니우스 (1560년 - 1609년)
- 모세 아미라우트 (1596년 - 1664년)
- 리차드 백스터 (1615년 - 1691년)
- 야콥 뵈메 (1575년 - 1624년)
- 제커리 보이드 (1585년 - 1653년)
- 스테판 차녹 (1628년 - 1680년)
- 프란치스코 살레시오 (1567년 - 1622년)
- 프랑수아 페넬롱 (1651년 - 1715년)
- 오웬 펠텀 (1602년경 - 1668년)
- 존 밀턴 (1608년 - 1674년)
- 존 플래벌 (1627년 - 1691년)
- 조지 폭스 (1624년 - 1691년)
- 존 굿윈 (1593년 - 1665년)
- 휴고 그로티우스 (1583년 - 1645년)
- 존 오언 (1616년 - 1683년)
- 안톤 프라에토리우스 (1560년 - 1613년)
- 프란시스 튜레틴 (1623년 - 1687년)
- 헤르만 위트시우스(1636년 - 1708년)

## 18세기
- 조지 불 (1634년 - 1710년)
- 토마스 버넷 (1635년경 - 1715년)
- 조나단 에드워즈 (1703년 - 1758년)
- 존 플레처 (1729년 - 1785년)
- 존 길 (1697년 - 1771년)
- 필리프 야코프 슈페너 (1635년 - 1705년)
- 에마누엘 스베덴보리 (1688년 - 1772년)
- 찰스 웨슬리 (1707년 - 1788년)
- 존 웨슬리 (1703년 - 1791년)
- 조지 휫필드 (1714년 - 1770년)

## 19세기
- 아치볼드 알렉산더 (1772–1851)
- 윌리엄 알렉산더 (주교) (1824–1911)
- 레오나드 베이컨 (1802-1881)
- 네이선 뱅즈 (1778–1862)
- 라이먼 비쳐 (1775-1863)
- 니콜라이 베르댜예프 (1874–1948)
- 윌리엄 부스 (1829–1912)
- 보든 파커 보우네 (1847–1910)
- 호레이스 부쉬넬 (1802–1876)
- 아담 클라크 (1762–1832)
- 찰스 그랜디슨 피니 (1792–1875)
- 윌버 피스크 (1792–1839)
- 아돌프 폰 하르나크 (1851–1930)
- Karl Heim (1874–1958)
- A. A. Hodge (1823–1886)
- Charles Hodge (1797–1878)
- Hugh Price Hughes (1847–1902)
- 쇠렌 키르케고르 (1813–1855)
- Frederick Denison Maurice (1805–1872)
- John Miley (1813–1895)
- John Henry Newman (1801–1890)
- Heinrich Paulus (1761–1851)
- Franz Pieper (1852–1931)
- William Burt Pope (1822–1903)
- Walter Rauschenbusch (1861–1918)
- Max Reischle (1858–1905)
- Albrecht Ritschl (1822–1889)
- Philip Schaff (1819–1893)
- Friedrich Schleiermacher (1768–1834)
- Charles Spurgeon (1834–1892)
- Bernhard Stade (1848–1906)
- Mary Baker Eddy (1821-1910)
- James Strong (1822–1894)
- James Strong (1833-1913)
- Henry Barclay Swete (1835–1918)
- William Temple (archbishop) (1881–1944)
- Nathaniel William Taylor (1786-1858)
- C.F.W. Walther (1811–1887)
- Richard Watson (1781–1833)
- Christian Hermann Weisse (1801–1866)
- Charles Taze "Pastor" Russell (1852–1916)
- Franz Delitzsch (1813–1890)
- 헤르만 바빙크

## 20세기
- Thomas J. J. Altizer (born 1927)
- Greg Bahnsen (1948–1995)
- Hans Urs von Balthasar (1905–1988)
- Mildred Barker (1897-1990)
- Karl Barth (1886–1968)
- Louis Berkhof (1873–1957)
- Anthony of Sourozh ( 1914-2003 )
- Marie-Émile Boismard (1916–2004)
- Dietrich Bonhoeffer (1906–1945)
- Carl Braaten (born 1929)
- Edgar S. Brightman (1884–1953)
- F.F. Bruce (1910–1990)
- Emil Brunner (1889–1966)
- Sergei Bulgakov (1871–1944)
- Rudolf Karl Bultmann (1884–1976)
- G. B. Caird (1917–1984)
- 루이스 스퍼리 채퍼 (1871-1952)
- William Henry Chamberlin (1870–1921)
- Gordon Clark (1902–1985)
- 에드먼드 클라우니 (1917–2005)
- John B. Cobb (born 1925)
- 제임스 H. 콘 (born 1938)
- Yves Congar (1904–1995)
- 오스카 쿨만 (1902–1999)
- Dorothy Day (1897–1980)
- Ignacio Ellacuria (1930–1989)
- Avery Dulles (1918–2008)
- Millard Erickson (born 1932)
- Frederic William Farrar (1831–1903)
- Paul S. Fiddes (born 1947)
- 게르하르트 포드 (1927–2005)
- Peter Taylor Forsyth (1842–1921)
- Matthew Fox (born 1940)
- Hans Wilhelm Frei (1922–1988)
- Langdon Gilkey (1919–2004)
- Friedrich Gogarten (1887–1967)
- Justo Gonzalez (born 1937)
- J. Kenneth Grider (born 1921)
- Gustavo Gutiérrez (born 1928)
- Georgia Harkness (1891–1974)
- Adolf von Harnack (1851–1930)
- Carl F. H. Henry (1913–2003)
- Dietrich von Hildebrand (1889–1977)
- Leonard Hodgson (1889–1969)
- Anthony A. Hoekema (1913–1988)
- Heinrich Julius Holtzmann (1832–1910)
- Robert Jenson (born 1930)
- E. Stanley Jones (1884–1973)
- Catherine Keller (born 1953)
- Meredith G. Kline (1922–2007)
- Albert C. Knudson (1873–1953)
- Kosuke Koyama (1929–2009)
- Hans Küng (born 1928)
- Abraham Kuyper (1837–1920)
- George Eldon Ladd (1911-1982)
- C. S. Lewis (1898 – 1963)
- Edwin Lewis (1881–1959)
- Bernard Lonergan (1904–1984)
- Henri de Lubac (1896–1991)
- J. Gresham Machen (1881–1937)
- John Macquarrie (born 1919)
- Martin E. Marty (born 1928)
- Thomas Merton (1915–1968)
- Johann Baptist Metz (born 1928)
- Jurgen Moltmann (born 1926)
- John Murray (1898–1975)
- Reinhold Niebuhr (1892–1971)
- H. Richard Niebuhr (1894–1962)
- Anders Nygren (1890–1978)
- Rudolf Otto (1869–1937)
- Albert C. Outler (1908–1989)
- J. I. Packer (born 1926)
- David Pawson (born 1930)
- Johannes Pedersen (1883–1977)
- Karl Rahner (1904–1984)
- Joseph Ratzinger (Pope Benedict XVI)
- Rosemary Radford Ruether (born 1936)
- Dorothy Sayers (1893–1957)
- Francis Schaeffer (1912–1984)
- Alexander Schmemann ( 1921-1983 )
- Albert Schweitzer (1875–1965)
- Elisabeth Schüssler Fiorenza (born 1938)
- Fulton Sheen (1895–1979)
- Albert Benjamin Simpson (1843–1919)
- Frank Stagg (1911–2001)
- Dumitru Stăniloae (1903–1993)
- John Stott (1921–2011)
- William Stringfellow (1928-1985)
- Marjorie Hewitt Suchocki  (born 1933)
- Henry Barclay Swete (1835–1918)
- Paul Tillich (1886–1965)
- Thomas F. Torrance (1913–2007)
- A. W. Tozer (1897–1963)
- Cornelius Van Til (1895–1987)
- Nikolaj Velimirović (1880–1956)
- 폰 라드 (Gerhard von Rad, 1901–1971)
- Geerhardus Vos (1862–1949)
- John Walvoord (1910–2002)
- Henry Wansbrough
- B. B. Warfield (1851–1921)
- H. Orton Wiley (1877–1961)
- Karol Wojtyła (Pope John Paul II) (1920–2005)
- John Howard Yoder (1927–1997)
- Billy Graham  (born 1918)
- Charles Ryrie (1925 - 2016)
- 헤르만 리델보스

## 21세기
- Donald E. Battle (born 1950)
- Marilyn McCord Adams (born 1943)
- James Alison (born 1959)
- Marcella Althaus-Reid (1952–2009)
- Rubem Alves (1933–2014)
- John Ankerberg (born 1945)
- Robert Arp
- 조웰 비키
- 김영한[1]
- 이상규[2]
- 하승무[3]
- Alistair Begg (born 1952)
- Leonardo Boff (born 1938)
- 마커스 보그 (Marcus Borg, 1942-2015)
- Gregory Boyd (born 1957)
- Michael L. Brown (born 1955)
- Don Carson (born 1946)
- 윌리엄 레인 크레이그 (William Lane Craig, born 1949)
- Charles E. Curran (born 1934)
- Gavin D'Costa (born 1958)
- Marva Dawn
- Mark Dever
- Kwesi Dickson
- 싱클레어 퍼거슨
- Roger T Forster (Born 1933)
- 존 프레임(John Frame)
- Robert A. J. Gagnon
- Chris Glaser
- Norman Geisler
- Bob Goss
- Stanley Grenz (1950–2005)
- Wayne Grudem
- 게리 하버마스 (Gary Habermas)
- 스콧 한 (Scott Hahn)
- Catharina Halkes (1920–2011)
- 스탠리 하우어워스 (Stanley Hauerwas, born 1940)
- 마이클 호턴
- Eric Hovind
- Kent Hovind
- Bolaji Idowu
- Robert Jenson
- Elizabeth Johnson
- Scott J. Jones (born 1954)
- Musimbi Kanyoro
- 팀 켈러 (Timothy J. Keller)
- John Lennox
- Erwin Lutzer
- John F. MacArthur (born 1939)
- 존 음비티 (John S Mbiti, born 1931)
- 앨리스터 맥그래스
- Josh McDowell
- Scotty McLennan (born 1948)
- John J McNeill
- 위르겐 몰트만
- 미하엘 벨커
- J.P. Moreland
- R. Albert Mohler Jr.
- Jesse Mugambi (born 1947)
- Daniela Müller (born 1957)
- George Newlands (born 1941)
- 토마스 오든
- Mercy Oduyoye (born 1934)
- Thomas Jay Oord (born 1965)
- 볼프하르트 판넨베르크
- 유진 H. 피터슨
- 클라크 H. 피녹
- 존 파이퍼(John Piper)
- 앨빈 플랜팅가(Alvin Plantinga)
- 존 폴킹혼
- 번 S. 포이트레스
- Andrew Purves
- 로버트 L. 레이몬드
- Adrian Rogers (September 12, 1931 – November 15, 2005)
- Lamin Sanneh
- Douglas Stuart
- 에드바르트 스힐레베이크스 (1914–2009)
- Dorothee Soelle (1929–2003)
- John Shelby Spong (born 1931)
- R. C. 스프롤
- R.C. Sproul, Jr.
- Elizabeth Stuart
- Carsten Peter Thiede (1952–2004)
- 앤서니 티슬턴
- Stephen Tong
- 미로슬라브 볼프
- Daniel B. Wallace (born 1952)
- Graham Ward (born 1955)
- Keith Ward (born 1938)
- Paul Washer
- 달라스 윌라드(Dallas Willard)
- J. Rodman Williams
- 로완 윌리암스
- William Willimon (born 1946)
- Nancy Wilson
- Ben Witherington
- 톰 라이트(N. T. Wright)
- Ravi Zacharias
- 존 지지울라스
- 윌리엄 어드거
- 리차드 게핀
- 윌리엄 A. 밴게메렌
- 녹스 챔블린
- 시몬 J. 키스트메이커
- 존 W. 드 구루취
- 존 프레임
- 데이나 L. 로버트
- 데이비드 F. 웰즈
- 루이스 W. 스피츠
- 리처드 보컴
- 스콧 맥나이트
- 월터 A. 엘웰
- 존 로빈슨
- 피터 와그너 (신학자)
- 해돈 로빈슨
- 코닐리어스 밴틸
- 제임스 H. 콘

## 같이 보기
- 한국의 신학자 목록

## 외부 출처
- 21st-century Calvinist and Reformed theologians[4]
- Parker Battles, Kraus, Higman, Steinmetz, Girardin, Ganoczy/Scheld, and